# Kurt Bader
Kurt Bader (* 26. Februar 1899 in Mannheim; † 1. Juni 1959 in Müllheim) war ein deutscher Jurist sowie zur Zeit des Nationalsozialismus SS-Brigadeführer und Generalmajor der Polizei.

## Leben
Bader war der Sohn eines Ingenieurs. Er nahm ab 1917 am Ersten Weltkrieg teil, zuletzt im Rang eines Leutnants. Anschließend beteiligte er sich im März 1920 als Angehöriger eines Freikorps am Kapp-Putsch und an den Kämpfen gegen die Rote Ruhrarmee. Im April 1920 trat er in die badische Sicherheitspolizei ein, die er im September 1922 im Rang eines Polizeileutnants wieder verließ. Anschließend absolvierte er von 1922 bis 1925 ein Studium der Rechts- und Staatswissenschaften an der Universität Freiburg im Breisgau und wurde 1929 zum Dr. jur. promoviert. Ab Mitte Juni 1929 war er als Gerichtsassessor beim Bezirksamt in Mannheim. Im Dezember 1929 wurde er zum Regierungsrat ernannt und zum badischen Ministerium des Inneren versetzt. Er trat der NSDAP zum 1. Mai 1933 bei (Mitgliedsnummer 3.079.935) und gehörte ab April 1933 der SS an (SS-Nummer 103.169).
Nach der Machtergreifung der Nationalsozialisten wurde er im März 1933 mit der kommissarischen Leitung der Polizeiabteilung des badischen Innenministeriums betraut und Anfang Mai 1933 zum Oberregierungsrat sowie Anfang Januar 1934 zum Ministerialrat ernannt. In dieser Funktion war er an der personellen Umstrukturierung der Polizeiverwaltung im Sinne des NS-Regimes beteiligt.  Ab Anfang Juni 1934 war er für zwei Jahre im Reichsministerium des Inneren tätig und anschließend im Hauptamt Ordnungspolizei. Ende Dezember 1939 wurde Bader zum Ministerialdirigenten befördert, im Jahr zuvor hatte ihn der Chef der Deutschen Ordnungspolizei Kurt Daluege als einen seiner besten Mitarbeiter bezeichnet. Von Dezember 1940 bis Juni 1943 leitete Bader die Amtsgruppe VuR II im Hauptamt Ordnungspolizei. Bader wurde im April 1941 zum SS-Brigadeführer ernannt und zwei Jahre später zum Generalmajor der Polizei. Von September 1943 bis zum Ende des Zweiten Weltkrieges war er Inspekteur der Ordnungspolizei in Wien.
Nach Kriegsende wurde er interniert und entnazifiziert. Da Bader nicht in den Justizdienst zurückkehren konnte, ließ er sich als Rechtsanwalt nieder.

## Schriften
- Sammlung badischer Polizeiverordnungen. Mit e. Vorw. von Karl Pflaumer u. mit e. Einl. u. Sachreg. hrsg. v. Kurt Bader; Alfred Schühly [u. a.]. Verl. f. Recht u. Verwaltg Weller, Berlin 1936.
- Aufbau und Gliederung der Ordnungspolizei. Verl. f. Recht u. Verwaltg Weller, Berlin 1943 (das Werk wurde auf die Liste der auszusondernden Literatur gesetzt)[5]